# Raffaele Sannitz
Raffaele Sannitz (* 18. Mai 1983 in Lugano) ist ein ehemaliger Schweizer Eishockeyspieler.

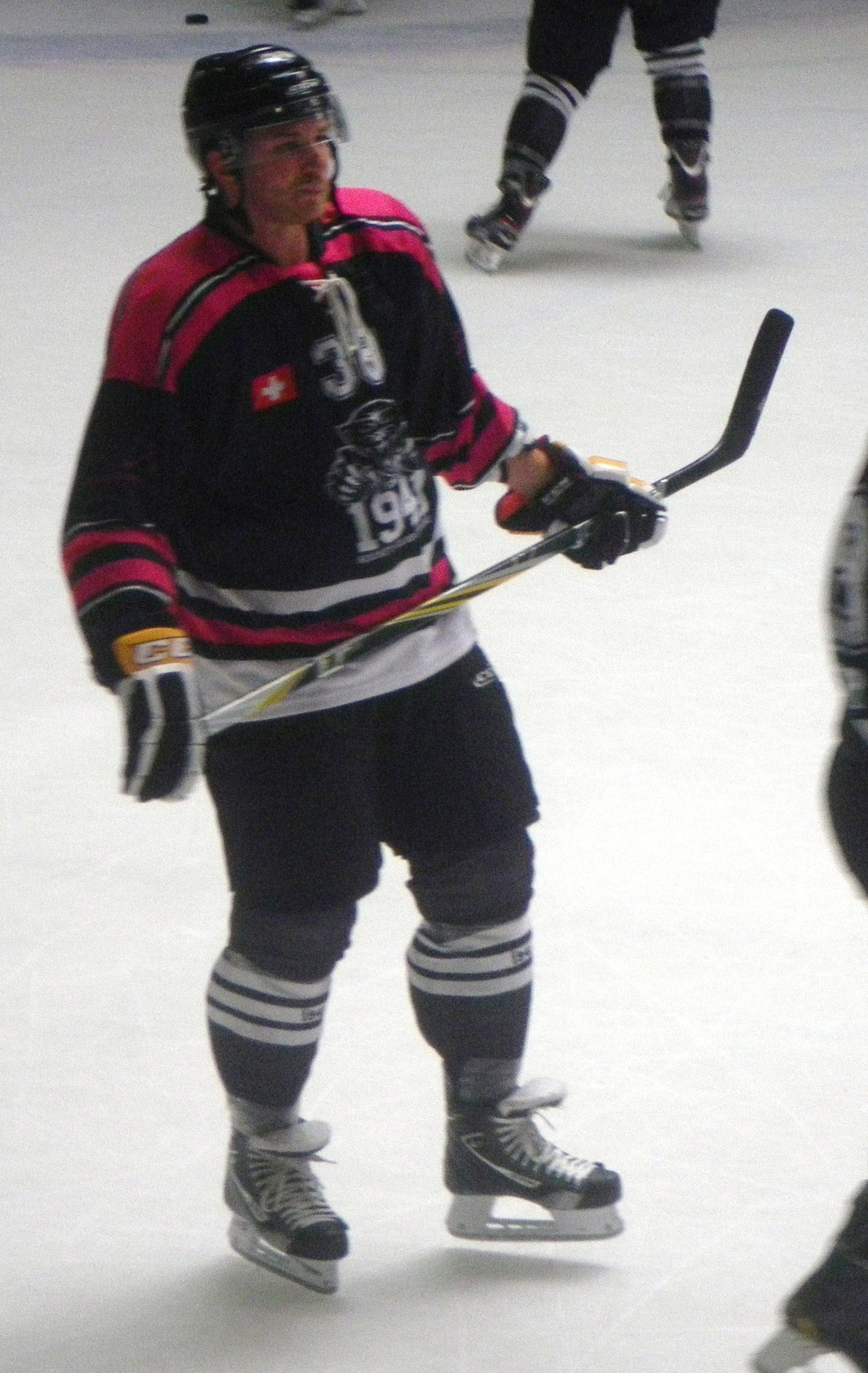
Raffaele Sannitz

## Karriere
Raffaele Sannitz begann seine Karriere 1998 als Eishockeyspieler in seiner Heimatstadt beim HC Lugano, mit dem er bereits in seinem Rookiejahr 1999 erstmals Schweizer Meister wurde. Diesen Erfolg konnte er mit seiner Mannschaft 2003 wiederholen. Zudem erreichte Sannitz mit dem HC Lugano auf europäischer Ebene zweimal den dritten Platz im IIHF Continental Cup in den Jahren 2003 und 2004. Sannitz, der im NHL Entry Draft 2001 in der siebten Runde als insgesamt 204. Spieler von den Columbus Blue Jackets ausgewählt worden war, spielte in der Saison 2004/05 ein Jahr lang für deren Farmteam aus der American Hockey League, die Syracuse Crunch, bevor er zu seinem Ex-Klub Lugano zurückkehrte. Mit dem HC Lugano gewann der Angreifer im Jahr 2006 zum dritten Mal die Meisterschaft in der Schweiz.
Im September 2012 wurde Sannitz für den Rest der Saison an die Kloten Flyers ausgeliehen. Nach der Saison 2020/21 beendete er seine aktive Karriere.

### International
Für die Schweiz nahm Sannitz im Juniorenbereich an den U18-Junioren-Weltmeisterschaften 1999 und 2001 sowie der U20-Junioren-Weltmeisterschaft 2002 teil. Im Seniorenbereich stand Sannitz im Aufgebot der Schweiz bei den A-Weltmeisterschaften 2006, 2007, 2008 und 2009 sowie bei den Olympischen Winterspielen 2010 in Vancouver.

## Erfolge und Auszeichnungen
- 1999 Schweizer Meister mit dem HC Lugano
- 2003 Schweizer Meister mit dem HC Lugano
- 2003 3. Platz beim IIHF Continental Cup mit dem HC Lugano
- 2004 3. Platz beim IIHF Continental Cup mit dem HC Lugano
- 2006 Schweizer Meister mit dem HC Lugano

### International
- 2001 Silbermedaille bei der U18-Junioren-Weltmeisterschaft

## Karrierestatistik

### International
(Legende zur Spielerstatistik: Sp oder GP = absolvierte Spiele; T oder G = erzielte Tore; V oder A = erzielte Assists; Pkt oder Pts = erzielte Scorerpunkte; SM oder PIM = erhaltene Strafminuten; +/− = Plus/Minus-Bilanz; PP = erzielte Überzahltore; SH = erzielte Unterzahltore; GW = erzielte Siegtore; 1 Play-downs/Relegation; Kursiv: Statistik nicht vollständig)